# Sasa senanensis
Sasa senanensis là một loài thực vật có hoa trong họ Hòa thảo. Loài này được (Franch. & Sav.) Rehder miêu tả khoa học đầu tiên năm 1919.